# Пини Норд Е (Напуљ)
Пини Норд Е је насеље у Италији у округу Напуљ, региону Кампанија.
Према процени из 2011. у насељу је живело 92 становника. Насеље се налази на надморској висини од 1 м.